# (73328) 2002 JK105
(73328) 2002 JK105 – planetoida z pasa głównego asteroid okrążająca Słońce w ciągu 5,46 lat w średniej odległości 3,1 j.a. Odkryta 12 maja 2002 roku.